# Mycena cinerella
Mycena cinerella é uma espécie de cogumelo não-comestível da família Mycenaceae. Pode ser encontrada na Europa e nos Estados Unidos, onde cresce em grupos sob pinheiros normalmente no verão e no final do outono. Os pequenos cogumelos têm chapéus acinzentados de até 1,5 cm de diâmetro, com um umbo no centro e sulcos visíveis em sua superfície que correspondem à projeção das lamelas. O fino e delicado tronco atinge apenas 5 cm de altura. Considerada inadequada para uso culinário, a espécie tem uma carne de cor cinza e que quando triturada ou mastigada tem um forte odor e sabor "farináceo", similar ao de batatas cruas.

## Taxonomia
A espécie foi descrita cientificamente pela primeira vez pelo micologista finlandês Petter Karsten em 1879. Ainda naquele ano, ele transferiu o fungo para o gênero Mycena. Na obra Flora Agaricina Danica (Flora Agárica da Dinamarca), de 1936, Jakob Emanuel Lange realocou o cogumelo no gênero Omphalia; de modo que Omphalia cinerea (P. Karst.) J.E. Lange é atualmente considerado um sinônimo. Mycena cineroides foi nomeado e descrito como uma nova espécie, distinta de M. cinerella, por Hintikka em 1963, que pensou que ele fosse único devido a seu chapéu agudamente estreito sem tons acastanhados ou amarelados, lamelas decorrentes, e basídios com dois esporos cada. No entanto, formas intermediárias já foram encontradas, e algumas autoridades, como o especialista holandês em cogumelos Mycena Maas Geesteranus, acreditam que deve ser considerado sinônimo de M. cinerella.
Em língua inglesa, o cogumelo é popularmente conhecido como "bonnet mealy". O epíteto específico cinerella significa "de cor cinzenta".

## Descrição

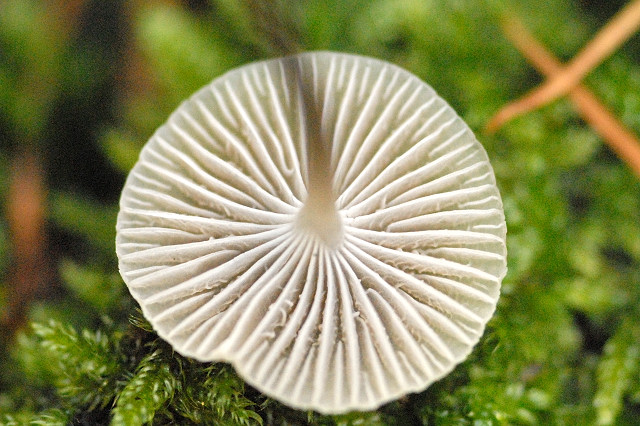
Face inferior do chapéu: há duas ou três lamélulas entre as lamelas.

O píleo (o "chapéu" do cogumelo) de M. cinerella é branco e pequeno, com um diâmetro tipicamente variando de 0,5 a 1,5 cm. Inicialmente hemisférico, obtusamente cônico, e em seguida convexo, ele se expande durante a maturidade, desenvolvendo sulcos visíveis na superfície que correspondem à projeção das lamelas, que estão abaixo do chapéu. O píleo tem um umbo largo e achatado. Sua superfície é suave e úmida, com uma margem viscosa que é inicialmente pressionada contra o tronco; com o passar do tempo a borda torna-se entalhada e, às vezes, fica translúcida. A cor do chapéu é cinza escuro a cinza pálido, desvanecendo-se a branco acinzentado ou marrom quando seco. A carne é fina, cinza, cartilaginosa e resistente. Quando triturada ou mastigada tem um forte odor e sabor farináceo (similar ao de batatas cruas).
As lamelas são esbranquiçadas a acinzentadas, moderadamente largas (2-3 mm) e com um espaçamento entre elas que varia de próximo a subdistante. Dezoito a 26 lamelas alcançam a estipe, intercaladas com duas ou três camadas de lamélulas (lamelas curtas que não se estendem completamente a partir do chapéu até o tronco). A fixação na estipe é adnata ou arqueada, porém mais tarde as lamelas desenvolvem um acentuado "dente" decorrente. Este dente decorrente ocasionalmente se separa do tronco e forma um colar em torno dele. A estipe mede entre 2 e 5 cm de altura e 1 a 2,5 mm de largura, sendo igual em espessura em todo o seu comprimento. Ela é oca, cartilaginosa e quebradiça. A superfície do tronco é lisa ou polida, com o vértice inicialmente com a aparência como se coberto com um pó fino esbranquiçado. A base da estipe é escassamente coberta por pêlos eretos, finos e duros, e é da mesma cor que o píleo ou mais pálido. O cogumelo é considerado não comestível.

### Características microscópicas
Os esporos, que medem 7 a 9 por 4 a 5 micrômetros (μm), são elipsoides, lisos e amiloides (em alguns coleções reagem muito fracamente). Os basídios (células que carregam os esporos) possuem quatro esporos cada, ou, ocasionalmente, uma combinação com dois e quatro esporos. As formas com quatro esporos têm fíbulas que estão ausentes nas formas com dois esporos. Os pleurocistídios (cistídios encontrados na face das lamelas) não são diferenciados. Os queilocistídios (cistídios encontrados nas bordas das lamelas) são inconspícuos e incorporados no himênio, medindo 22 a 36 por 5 a 11 μm. Eles são aproximadamente filiformes (como filamentos finos), com numerosos ramos contorcidos ou protuberâncias, e em forma de trevo com prolongamentos digitiformes. A carne das lamelas é homogênea, e adquire a cor marrom-vinácea quando coradas em iodo. A carne do píleo tem um película bem diferenciada, com uma hipoderma diferenciada, mas não muito bem desenvolvida, e hifas que medem 10 a 20 μm de largura.

## Habitat e distribuição
Mycena cinerella é um fungo saprotrófico, e adquire nutrientes pela decomposição de serrapilheira e detritos semelhantes, convertendo-os em húmus e fazendo a mineralização da matéria orgânica no solo. Os corpos de frutificação crescem em grupos sob pinheiros e árvores da espécie Pseudotsuga menziesii, normalmente no verão e no final do outono. Nos Estados Unidos, pode ser encontrado em Michigan, Washington, Oregon e Califórnia. Na Europa, ele também foi coletado no Reino Unido, Noruega, Polônia, e Suécia.